# Bazovica
Bazovíca (italijansko Basovizza, tržaškobeneško Basoviza) je italijansko naselje na Tržaškem, blizu meje s Slovenijo. Leži na zahodnem delu Krasa, sredi Bazoviško-Nabrežinskega podolja, ob glavni cesti Trst - Kozina. Bazovica je pomembno kulturno, športno in prosvetno središče slovenske narodne skupnosti v Italiji. V bližini sta mednarodna mejna prehoda Krvavi Potok in Lipica.

## Zgodovina
Večja vas je nastala na križišču cest, ki vodijo proti Trstu, Opčinam, Divači in Kozini. Ugodno prometno lego danes dopolnjuje bližina avtoceste Trst-Benetke. Nekoč je glavna prometnica med Trstom in Ljubljano ter naprej proti Dunaju vodila prav skozi Bazovico in Lokev, ki sta sedaj na slovenski strani nekdanje državne meje. Zaradi tega je bila Bazovica vseskozi razvitejša od okoliških naselij in je predstavljala že od nekdaj središče zgornjega, jugozahodnega Tržaškega krasa. 
V bližini naselja se nahaja bazovski šoht, ki je opuščen rudniški rov. 

### Bazoviške žrtve
Tu so bili zaradi protifašistične dejavnosti 6. septembra 1930 ustreljeni štirje antifašisti, Slovenci Ferdo Bidovec, Fran Marušič in Alojz Valenčič ter Hrvat Zvonimir Miloš, člani ilegalne primorske protifašistične in narodnoobrambne organizacije TIGR (po začetnicah Trsta, Istre, Gorice in Reke) oziroma njene veje Borba. Na kraju njihove usmrtitve stoji spomenik bazoviških žrtvam oziroma bazoviškim junakom.
Po Bazovici se imenuje 18. slovenska narodnoosvobodilna udarna brigada.